# Henry Fitz-Ailwin de Londonestone
Sir Henry Fitz-Ailwin dit de Londonestone (né vers 1135 – mort le 19 septembre 1212), premier maire de Londres de 1189 jusqu'à sa mort. 
Sir Henry Fitz-Ailwin arriva au pouvoir à un moment de troubles opposant Richard Ier et la Cité de Londres. Le roi exigea une augmentation des impôts et leva un emprunt sur les marchands de la Cité afin de financer les guerres qu'il menait à l'étranger. En contrepartie de ce financement, les échevins et les marchands de Londres ont obtenu un degré d'autonomie qui a abouti à la création du poste de maire. Auparavant, la ville avait été gouvernée par un « portreeve », qui était un officier de la Couronne.
Il descendait peut-être d'un certain Ailwin Horne, thegn du roi Édouard le Confesseur.

## Descendance
En 1164, il épouse une certaine Marguerite (Margaret) qui lui donna quatre fils : 
- Sir Peter Fitz-Henry (1165 † 1207) ;
- Sir Alan Fitz-Henry (1167 † 1216), ancêtre des comtes d'Arundel ;
- Év. Thomas Fitz-Henry (né en 1169, mort dans le Yorkshire) ;
- Sir Richard Fitz-Henry (1172 † 1220).

## Sources
- Derek Keene, Henry fitz Ailwin (d. 1212), Oxford Dictionary of National Biography, Oxford University Press, 2004.